# Isole Matthew e Hunter
Le isole Matthew e Hunter sono un piccolo arcipelago, composto da due isole disabitate di origine vulcanica, situato nell'Oceano Pacifico meridionale.
Le isole, piccole, aride, prive di acqua potabile e difficilmente accessibili, sono contese da Vanuatu come parte della provincia di Tafea e dalla Francia come parte della Nuova Caledonia, precisamente del comune di Île des Pins.

## Geografia
Le isole Matthew e Hunter sono situate circa 350 km a est del territorio d'oltremare francese della Nuova Caledonia; Matthew è situata a circa 280 km a sud-est dell'isola di Anatom, la più meridionale delle isole di Vanuatu, mentre Hunter si trova a ulteriori 70 km circa a est di Matthew.

## Storia
L'isola di Matthew fu scoperta nel 1788 dal britannico Thomas Gilbert, che le diede il nome del proprietario della nave. In seguito a un'eruzione negli anni quaranta la superficie dell'isola si triplicò.
L'isola di Hunter, situata più a est, fu scoperta nel 1798 da John Fearn, comandante della nave commerciale "Hunter" diretta da Sydney alle isole Hawaii; la sua ultima eruzione nota risale al 1895.
Le isole, nessuna delle quali suscitò l'interesse delle potenze coloniali nel corso della colonizzazione del Pacifico, furono annesse alla Francia nel 1929. Nel 1965 il Regno Unito ne rivendicò il dominio come parte delle Nuove Ebridi, ma in seguito la Francia ne effettuò un'occupazione simbolica nel 1975.

## Rivendicazioni territoriali
Le piccole isole disabitate di Matthew e Hunter sono contese da Vanuatu e dalla Francia/Nuova Caledonia.
Ogni anno, in occasione dei festeggiamenti dell'indipendenza, vi viene issata la bandiera di Vanuatu e ogni anno il Governo francese esprime una protesta formale per quest'azione.
Le schermaglie durano dal 1980, anno dell'indipendenza di Vanuatu, ma non vi sono mai state operazioni militari per il possesso di queste 2 isole.